# جوش جاسبر
جوش جاسبر (بالإنجليزية: Josh Jasper)‏ هو لاعب كرة قدم أمريكية أمريكي، ولد في 26 نوفمبر 1987 في ممفيس في الولايات المتحدة.

## وصلات خارجية
- جوش جاسبر على موقع كلية كرة القدم في سبورتس رفرنس.كوم (الإنجليزية)